# 127196 Hanaceplechová
(127196) Hanaceplechová, denumire internațională (127196) Hanaceplechova, este un asteroid din centura principală de asteroizi.

## Descriere
127196 Hanaceplechová este un asteroid din centura principală de asteroizi. A fost descoperit pe 16 aprilie 2002 la Observatorul din Ondřejov par l'Observatorul din Ondřejov. Asteroidul prezintă o orbită caracterizată de o semiaxă mare de 2,64 ua, o excentricitate de 0,14 și o înclinație de 5,5° în raport cu ecliptica.